# Sclerobunus robustus
Sclerobunus robustus is een hooiwagen uit de familie Paranonychidae.